# Julian Seward

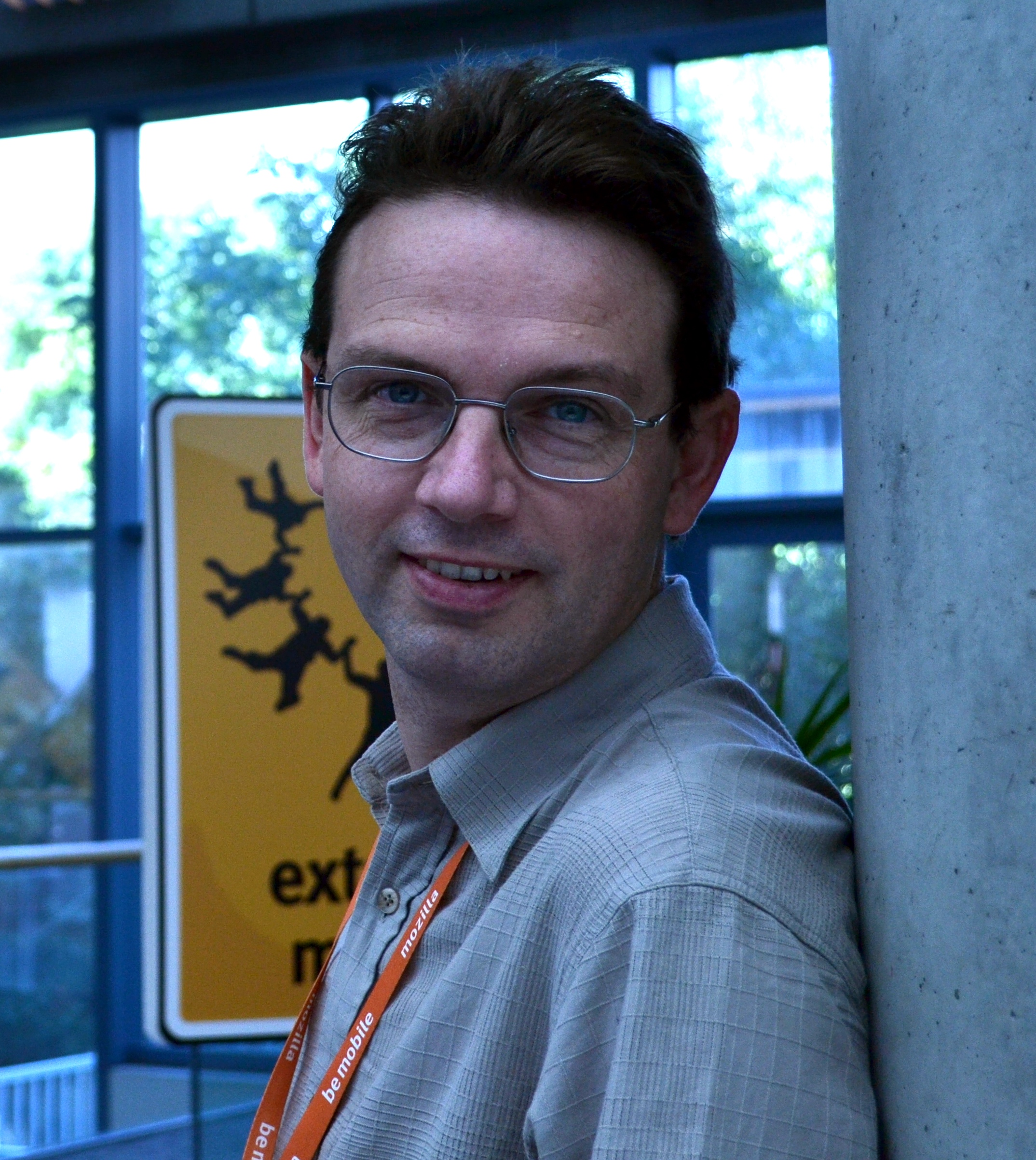
Julian Seward

Julian Seward ist ein britischer Compilerbau-Spezialist und schreibt Open-Source-Software. Bekannt wurde er als Autor von bzip2 und valgrind. Matthias Ettrich bezeichnete ihn 2004 als denjenigen mit dem größten Einzelbeitrag neuer Software auf der x86-Plattform in den letzten Jahren. Er arbeitet seit vielen Jahren bei Mozilla.

## Beiträge
- bzip2 – Datenkompression
- cacheprof
- Glasgow Haskell Compiler
- valgrind

## Auszeichnungen
- Im Juli 2006 erhielt Julian Seward den Google-O’Reilly Open Source Award als „Best Toolmaker“ für seine Beiträge zu Valgrind.